# Saint-Maur, Gers
 Saint-Maur  là một xã của tỉnh Gers, thuộc vùng Occitanie, tây nam nước Pháp.